# Пукялявичюте, Бируте
Бируте Пукялявичюте (лит. Birutė Pūkelevičiūtė; 12 августа 1923, Каунас — 21 сентября 2007, Вильнюс) — литовская писательница, переводчица, драматург, актриса и режиссёр.

## Биография
В 1941 году окончила гимназию в Каунасе. В 1941—1944 годах изучала германистику и журналистику в Университете Витовта Великого в Каунасе. С 1941 года играла в Каунасском молодёжном театре.
В 1944 году эмигрировала. Была актрисой литовского драматического театра в Аугсбурге. С 1948 года жила в Канаде. Вместе с другими организовала в Монреале литовский драматический кружок. В 1957 году подготовила инсценизацию и режиссировала постанову повести Казиса Боруты «Мельница Балтарагиса». В 1958 году поставила пьесу Балиса Сруоги «В тени исполина». В Чикаго в 1962 году поставила собственную стихотворную комедию по мотивам сказок братьев Гримм «Золотой гусь». По этой комедии написала киносценарий и поставила первый в эмиграции литовский звуковой фильм „Aukso žąsis“ («Золотой гусь», 1965) и была его режиссёром.
В 1965 году переехала в США. Режиссировала постановку оперы Джузеппе Верди «Травиата» в литовской опере в Чикаго (1966). В 1998 году возвратилась в Литву. С того же года член Союза писателей Литвы.
Умерла в Вильнюсе после тяжёлой болезни 21 сентября 2007 года. Похоронена 24 сентября на Антакальнисском кладбище.

## Литературная деятельность
Первым сборником стихотворений „Metūgės“, выпущенным в Торонто (1952; 2-е издание Вильнюс, 1997), выделилась как оригинальный автор с феминистическими тенденциями, элементами эротики. Неодобрительные отзывы литовской эмигрантской литературной критике о первой книге стихов побудили автора обратиться к прозе. Только в 1990 году издала вторую книгу своей поэзии „Atradimo ruduo“.
Структуру первого романа „Aštuoni lapai“ («Восемь листьев»; Чикаго, 1956; 2-е издание Вильнюс, 1992) определяют восемь дней Страстной седмицы от Вербного воскресения до Пасхи. Каждая его глава открывается поэтической религиозной рефлексией.
В 1960 году в журнале „Aidai“ опубликовала стихотворное произведение драматической формы „Rauda“ («Плач») с мотивами драматизма истории, вины и предательства, репрессий.
В романе „Rugsėjo šeštadienis“ («Сентябрьская суббота», 1970) критика усмотрела начатки магического реализма. В развлекательном романе „Naujųjų metų istorija“ («Новогодняя история», 1974) действие разворачивается в новогоднюю ночь в горах Колорадо; повествуется о жизненных судьбах пяти выходцев из Литвы.
В приключенческом романе „Devintas lapas“ («Девятый лист»; Чикаго, 1982; 2-е издание Вильнюс, 1997) отражены автобиографические обстоятельства автора. Выпустила также сборник рассказов и очерков „Marco Polo Lietuvoje“ («Марко Поло в Литве», 1982).
Автор стихотворных сказок для детей „Daržovių gegužinė“ (1973), „Peliukai ir plaštakės“ (1973), „Kalėdų dovana“ (Чикаго, 1973; 2-е издание Вильнюс, 1990), „Klementina ir Valentina“ (Чикаго, 1974; 2-е издание Вильнюс, 2004), „Skraidantis paršiukas“ (Чикаго, 1974; 2-е издание Вильнюс, 2008).
Выпустила сборник пьес „Žydra ir geltona“ (1984).
Произведения переведены на английский, испанский, латышский, французский языки.

## Награды и звания
- Рыцарский крест ордена Великого князя литовского Гядиминаса (1998)

## Книги
- Metūgės: eilėraščiai. Toronto: Baltija, 1952.
- Aštuoni lapai: romanas. Chicago: Lietuviškos knygos klubas, 1956.
- Daržovių gegužinė: eiliuota pasaka. Chicago: Darna, 1973.
- Kalėdų dovana: eiliuota pasaka. Chicago: Darna, 1973.
- Peliukai ir plaštakės: eiliuota pasaka. Chicago: Darna, 1973.
- Klementina ir Valentina: eiliuota pasaka. Chicago: Darna, 1974.
- Naujųjų metų istorija: romanas. Chicago: Lietuviškos knygos klubas, 1974.
- Skraidantis paršiukas: eiliuota pasaka. Chicago: Darna, 1974.
- Devintas lapas: romanas. Chicago: Lietuviškos knygos klubas, 1982.
- Marco Polo Lietuvoje: apsakymų ir apybraižų rinkinys, 1982.
- Atradimo ruduo: poemos. Chicago, 1990.
- Kalėdų dovana: eiliuota pasaka. Vilnius: Alka, 1990.
- Aštuoni lapai: romanas. Vilnius: Vaga, 1992.
- Devintas lapas: romanas. Vilnius: Dienovidis, 1997.
- Metūgės: eilėraščiai. Vilnius: Baltos lankos, 1997.
- Aštuoni lapai. Devintas lapas: romanai. Vilnius: Lietuvos rašytojų sąjungos leidykla, 2003.
- Klementina ir Valentina: eiliuota pasaka. Vilnius: Žara, 2004.